# Coleophora encasia
Coleophora encasia é uma espécie de mariposa do gênero Coleophora pertencente à família Coleophoridae.